# 奥罗拉公共图书馆
奥罗拉公共图书馆（英語：Aurora Public Library）坐落于加拿大，安大略省的奥罗拉镇。图书馆建于1855年。该图书馆拥有超过150,000本各种书籍，有超过31,000名用户在图书馆注册过账号。该图书馆现任董事为Jill Foster。

## 历史时间表

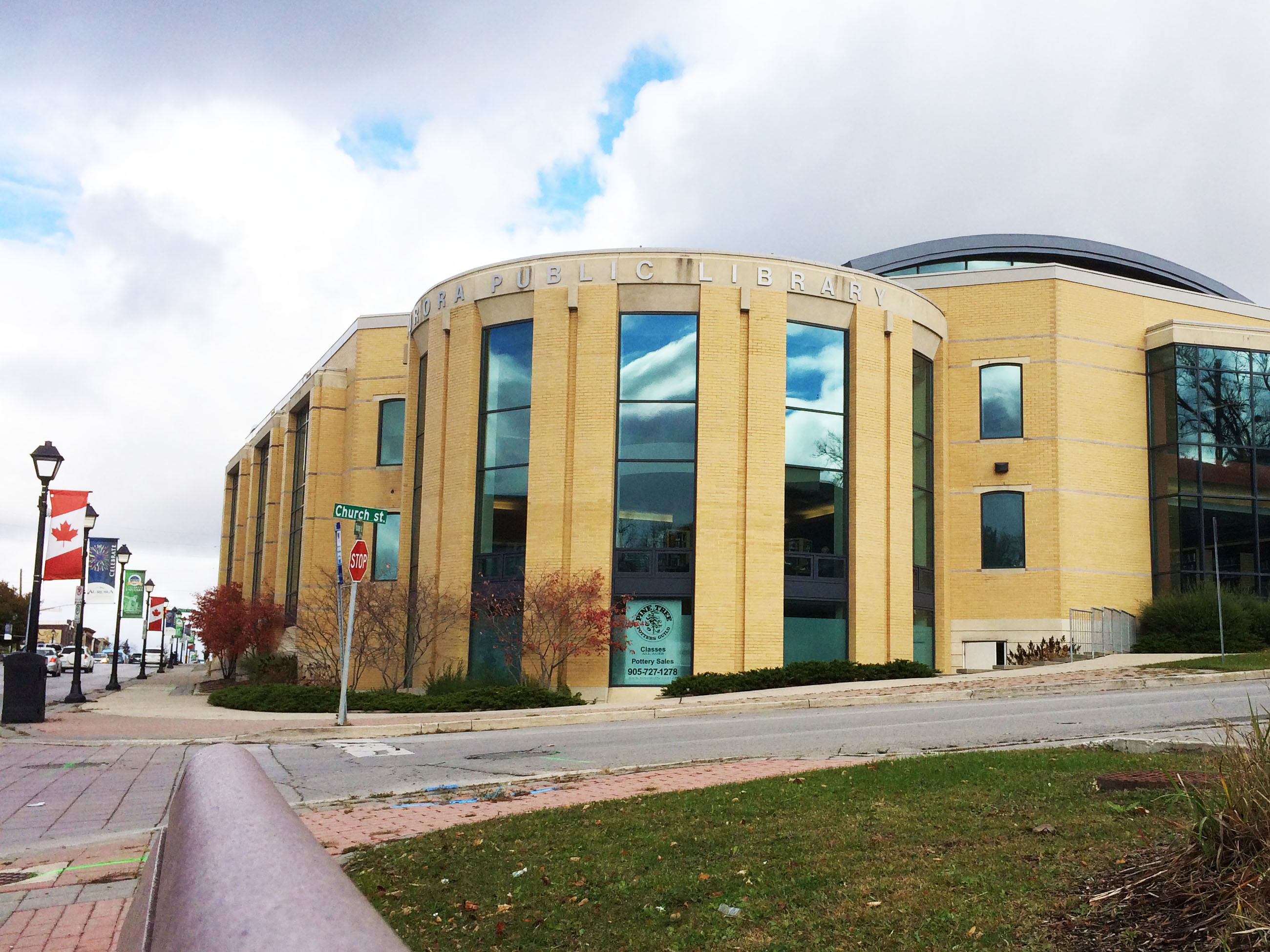
圖書館外景。

- 1855年：奥罗拉帮助知识扩散协会成立，后来被称为奥罗拉力学研究所和图书馆协会。该协会除了可以让读者借书，每周还会举办免费的讲座和音乐会。
- 1863年：奥罗拉图书馆拥有超过500本各式书籍，并且每周五对外开放2个小时。
- 1868年：图书馆协会建造了一个机械大厅，位于莫斯利和维多利亚街道的东南角。它被用于举办免费的讲座和音乐会，同时也作为图书馆的阅览室。
- 1895年：由市议会任命的管理委员会协助成立了公共图书馆协会。
- 1920年：根据“自由公共图书馆法”，该图书馆的资产被移至到市政公共图书馆，该图书馆也搬到了央街（Yonge Street）和莫斯利（Mosley）街的东北角的市政厅旁边。
- 1926年：图书馆增加了一个儿童娱乐区，但是儿童只允许在周六下午来这个区域娱乐。
- 1945年：图书馆搬到原来的卫生大厅的位置，也就是莫斯利（Mosley）街和维多利亚大街（Victoria Street）路口的西南角，并改名为维多利亚大厅。
- 1963年：图书馆搬迁至位于维多利亚街56号的一幢4,500平方英尺（420平方米）的新建筑，作为奥罗拉百年纪念的一部分。
- 1967年：该图书馆拥有超过14,900各式书籍并有超过5,236名用户在这里进行注册。
- 1979年：图书馆完成了13,000平方英尺（1,200平方米）的扩建工程，旨在为20,000人口提供服务。
- 2001年：图书馆搬迁至现址，位于央(Yonge)街和教堂（Church）大街东北角的44,375平方英尺（4,122.6平方米）的建筑。